# Екс ан Прованс
 Тази статия е за града във Франция.  За окръга вижте Екс ан Прованс (окръг).  
Екс ан Прова̀нс (на френски: Aix-en-Provence, също за кратко наричан само Екс) е град в Югоизточна Франция, регион Прованс-Алпи-Лазурен бряг. Намира се на около 30 km северно от Марсилия, попадайки в границите на Марсилската агломерация. Населението на града е около 143 400 души (2007). Известен е със средновековните си замъци.

## География
Разположен е на 15 км западно от планината Сент-Виктоар и 30 км северно от Марсилия. Екс ан Прованс е 15-ата по големина община във Франция. Разпростира се на 6219 хектара, включва много села около града, като например Лес мили, Люйн, Puyricard, Селони, Кутеро.

## Климат
Климатът е средиземноморски – горещо лято, слънчева и хладна и суха зима. Градът е сравнително защитен от студения северозападен вятър мистрал чрез хълмовете на север.
Екс ан Прованс се радва на 300 дни слънцегреене годишно. Средните температури варират от 5 °C през януари до 22 °C през юли. Понякога температурите през зимата са отрицателни (-8,5 °C и -12 °C през февруари 2005 г. и -17,4 °C на 01/02/1963). Изключително високи са те през лятото(> 40 °C), тъй като градът се намира в котловина.
През есента често се появяват силни гръмотевични бури. На 10 септември 2005 г. се изляха 80 мм дъжд, а през септември 1993 г. за два часа падат над 200 мм, които причиняват наводнения.

## Известни личности
Родени в Екс ан Прованс
- Луиз Коле (1810 – 1876), поетеса
- Пол Сезан (1839 – 1906), художник
- Жозеф Питон дьо Турнфор (1656 – 1708), ботаник

Починали в Екс ан Прованс
- Жорж Дюби (1919 – 1996), историк
- Пол Сезан (1839 – 1906), художник

Други
- Фани Ардан (р. 1949), актриса, учи право през 60-те години на 20 век
- Димитър Греков (1847 – 1901), български политик (министър-председател в периода януари – октомври 1899), завършва право през 1875 г.
- Александър Греков (1884 – 1922), български политик, завършва право през 1909 г. Син на Димитър Греков.
- Стоян Михайловски (1856 – 1927), български писател, учи право през 1875 – 1878 г.
- Никола Мушанов (1872 – 1951), български политик, завършва право през 1893 г.
- Цоню Тотев Станчев (1858 - 1913), български юрист, завършва право с докторат през 1885 г.

## Побратимени градове
- Гранада, Испания